# Août 1904

## Événements
- Août - septembre : les Japonais sont victorieux des Russes à Liaoyang.

- 1er août : le Japon déclare la guerre à la Chine à propos de la Corée.
- 3 août : la Grande-Bretagne impose son protectorat sur le Tibet.
  - Le Tibet, pratiquement libéré de la suzeraineté chinoise, est envahi par les Britanniques du colonel Francis Younghusband, qui s’inquiètent de l’expansion russe en Asie centrale. Après le massacre de Kuru, les Britanniques avancent jusqu’à Lhassa où les officiels tibétains doivent les rencontrer. Ils parviennent à obtenir des accords commerciaux. Le dalaï-lama s’enfuit vers la Mongolie.
  - Le journaliste Perceval Landon (1869-1927), correspondant du Times, qui accompagne l’expédition de Younghusband, observe la société tibétaine et rapporte croquis et photographies.
- 10 août : 
  - Masai Agreement. Établissement de réserves pour les Masaïs au Kenya. Les promesses faites aux Masaïs ne seront pas tenues (libre accès aux points d’eau, contiguïté ou moyen de communication permanent entre les réserves).
  - La flotte russe de Vladivostok est défaite à Port-Arthur par les Japonais.
- 11 août : 
  - Bataille de Waterberg. Massacre des Hereros dans le Sud-Ouest africain Allemand (1904-1906)[1].
  - Assassinat du ministre de l’intérieur Viatcheslav Plehve par le SR Sazonov.
- 14 août : ouverture à Amsterdam du congrès de l’Internationale socialiste : révolutionnaires et réformistes s’y opposent.
- 25 août - 1er septembre : retraite russe sur Moukden.

## Naissances
- 3 août : Clifford D. Simak, écrivain américain de science-fiction († 25 avril 1988).
- 4 août : Witold Gombrowicz, écrivain polonais († 24 juillet 1969).
- 6 août : Jean Zay, avocat, homme d'État français († 20 juin 1944).
- 9 août : 
  - Raymonde Canolle, athlète française († 23 octobre 1975).
  - Gabriel Marcillac, coureur cycliste français († 4 octobre 1984).
- 12 août : Alexis Nikolaïevitch de Russie fils de Nicolas II († 17 juillet 1918).
- 14 août :
  - Subhadra Kumari Chauhan, militante et poétesse indienne († 15 février 1948).
  - Martial Singher, chanteur d'opéra et compositeur français († 1990).
- 19 août : Benedykt Kraskowski, polonais juste parmi les nations († 1er janvier 1944).
- 21 août : Count Basie, pianiste et chef d'orchestre de jazz américain († 26 avril 1984).
- 22 août : Deng Xiaoping, homme politique chinois († 19 février 1997).

## Décès
- 7 août : Heinrich Hasselhorst, peintre et dessinateur allemand (° 4 avril 1825).
- 10 août : Pierre Waldeck-Rousseau, homme politique français (° 2 décembre 1846).
- 22 août : Kate Chopin, écrivain américain (° 8 février 1851)
- 25 août : Henri Fantin-Latour, peintre et lithographe français (° 14 janvier 1836).
- 27 août : Pavel Svedomski, peintre russe (° 7 juin 1849).
- 31 août : Jean-Baptiste Blanchet, homme politique fédéral provenant du Québec.